# Filles de la charité de saint Vincent de Paul
Pour les articles homonymes, voir Filles de la charité (homonymie).

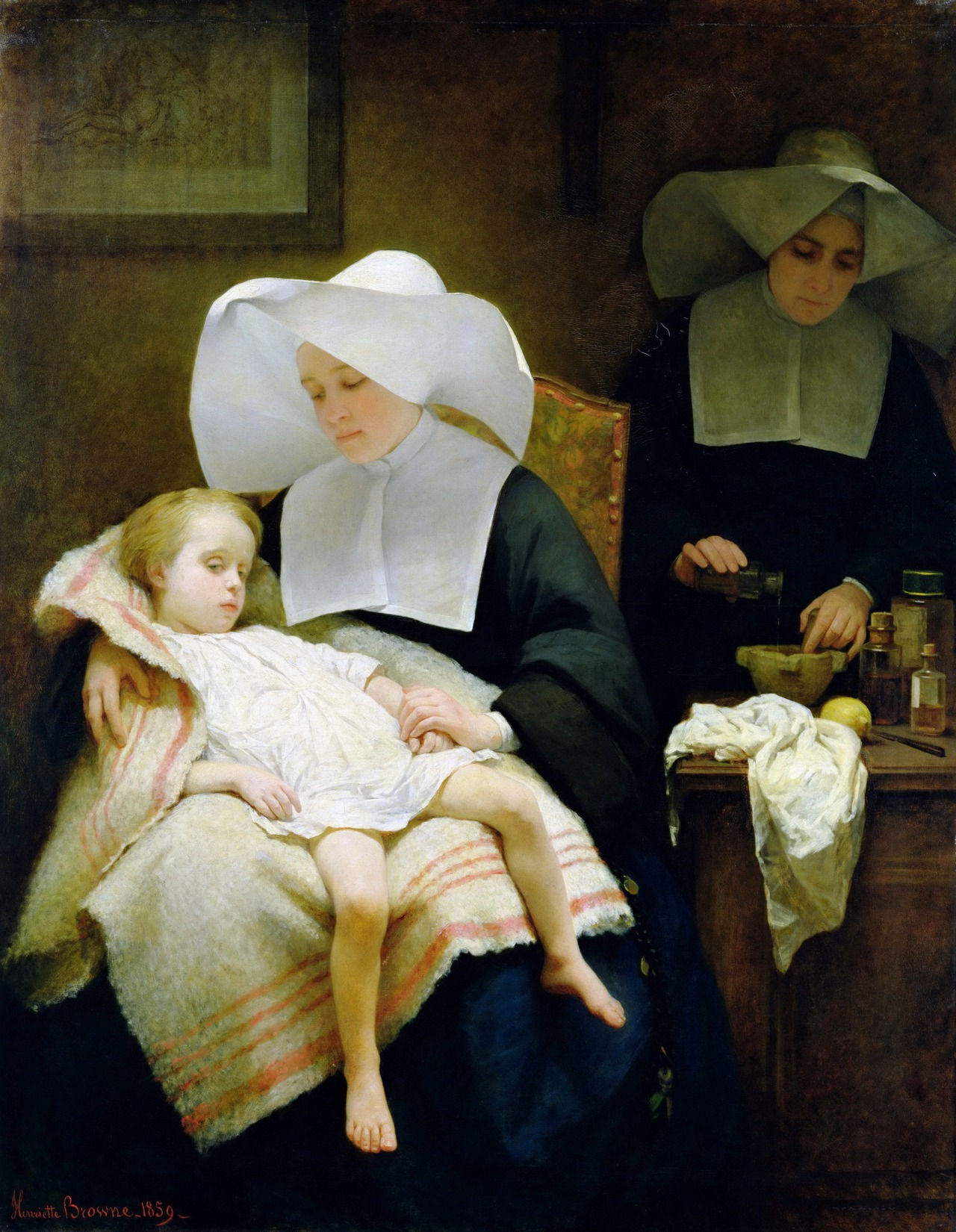
Les Filles de la charité, Henriette Browne (1859).

Les Filles de la charité de saint Vincent de Paul sont une congrégation religieuse féminine catholique fondée au XVIIe siècle à Paris par Vincent de Paul et Louise de Marillac. Elles sont aujourd'hui une société de vie apostolique de droit pontifical membre de la fédération des Sœurs de la charité. Fin 2016, les 15 057 sœurs de la congrégation se répartissent entre 1 806 maisons. Elles sont présentes dans 91 pays.
Leur maison généralice et son lieu de culte, la chapelle Notre-Dame-de-la-Médaille-miraculeuse, sont implantés à Paris, au 140, rue du Bac (7e arrondissement).

## Historique
Ayant institué les Filles de la charité en 1633, Vincent de Paul (1581-1660) confie leur formation à Louise de Marillac (1591-1660). Les jeunes femmes qui la rejoignent se destinent à soigner des malades et à assurer le service corporel et spirituel des pauvres. La première sœur, Marguerite Naseau (1594-1633), est une ancienne vachère qui s'adonne depuis sa jeunesse à l'alphabétisation des petites filles.
Elles constituent la première congrégation féminine à obtenir d'échapper à la règle de la clôture. Pour leurs fondateurs, Vincent de Paul et Louise de Marillac, leur monastère serait les cellules des malades, et leur cloître les rues de la ville ou les salles des hôpitaux[réf. nécessaire].

### De 1633 à la Révolution
Louise de Marillac regroupe, de 1633 à 1636, les cinq premières « servantes des pauvres » à Paris, dans sa propre maison, située dans l'ancienne « rue des Fossés-Saint-Victor » (actuel emplacement du 43, rue du Cardinal-Lemoine), paroisse Saint-Nicolas-du-Chardonnet. De 1636 à 1641, elles sont établies dans une maison isolée du village de La Chapelle (2, rue Marx-Dormoy et 20, place de la Chapelle), dépendant alors de la paroisse Saint-Denys de la Chapelle. En 1641 les Filles de la charité fixent leur maison-mère de Paris durablement dans la « grande rue du Faubourg-Saint-Denis » (94 à 114, rue du Faubourg-Saint-Denis), paroisse Saint-Laurent, en face de la maison Saint-Lazare de la congrégation de la Mission, autre fondation de Vincent de Paul. Elles en sont chassées à la Révolution, en 1790.

### La césure de la Révolution

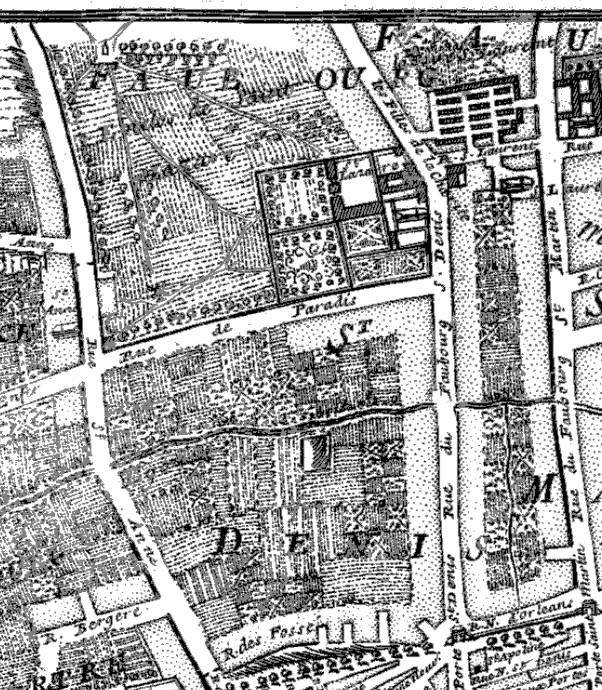
Rue du Fbg Saint-Denis avec l'emplacement des maisons Saint-Lazare et des Filles de la Charité de Saint-Vincent-de-Paul, plan de 1705.

Dans le cadre des mesures de déchristianisation, les « sœurs grises » doivent quitter leur habit. Leur congrégation est interdite pendant une dizaine d'années (1792-1802), mais elles sont — toutes proportions gardées — relativement peu inquiétées, étant donné que l'on ne peut se passer des services qu'elles continuent à assurer dans les hôpitaux et hospices. Toutes n'échappent pas, sous la Terreur, à la fureur et au jugement des révolutionnaires les plus radicaux :
Marie-Anne Vaillot et Odile Baumgarten, filles de la charité à Angers, sont exécutées le 1er février 1794 au cours des fusillades d'Avrillé ;
Marguerite Rutan, supérieure de l'hôpital de Dax est guillotinée dans cette ville le 9 avril 1794 pour avoir « par son incivisme, cherché à corrompre et à ralentir l'esprit révolutionnaire et républicain » ;
les sœurs Madeleine Fontaine, Françoise Lanel, Jeanne Gérard et Thérèse Fantou sont guillotinées à Cambrai le 26 juin 1794 pour refus de prêter serment à la Constitution.

### LeXIXesiècle
Au lendemain de la Révolution, les Filles de la charité sont les premières congréganistes à se reconstituer légalement (12 décembre 1800).
En 1837, elles coopèrent avec les Lazaristes. Ensemble, ils fondent l'association des Enfants de Marie Immaculée, destinée à rassembler des adolescentes des milieux populaires pour former une élite de piété.
Durant tout le XIXe siècle, et jusqu'aux années 1960, les sœurs de Saint-Vincent-de-Paul accomplissent leur service d'auxiliaires de santé dans les hospices et les asiles, où elles sont présentes en grand nombre, avant d'être peu à peu remplacées, à partir de 1920, par des infirmiers, psychiatriques ou non, et par des aides-soignants laïques.

## Activités et diffusion

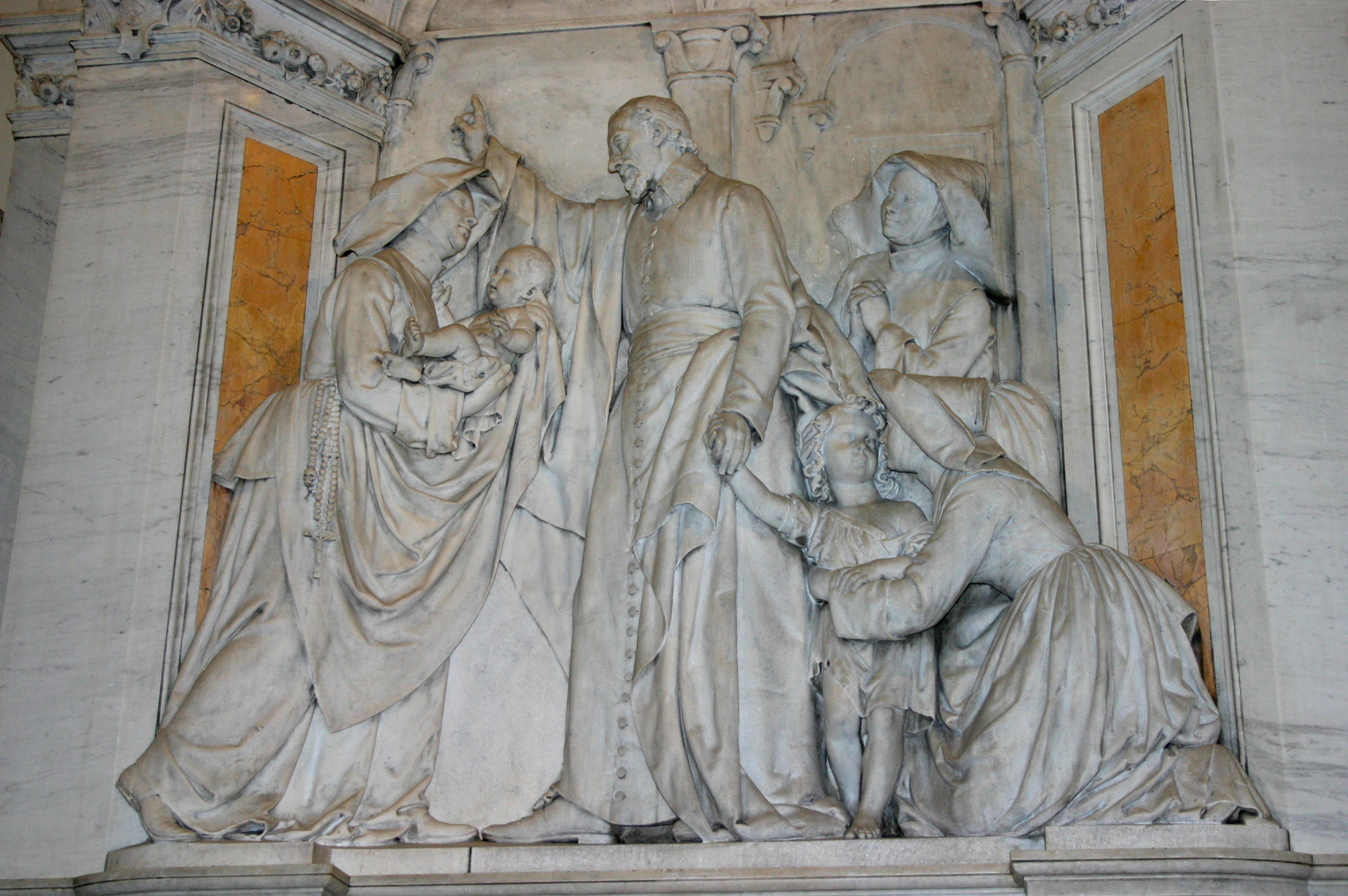
Vincent de Paul et Louise de Marillac avec les premières Filles de la Charité, église San Carlo al Corso, Milan.

Les Filles de la charité forment le groupe de religieuses numériquement le plus important dans l'Église catholique (15 057 sœurs en 2016). Les sœurs se dédient au service des malades, à domicile ou dans les hôpitaux, aux soins aux personnes handicapées, aux personnes âgées dans des maisons de retraite, aux orphelins, aux foyers pour femmes et enfants en difficulté, et à l'enseignement.
Elles sont présentes, avec un total de 1 806 maisons, dans 91 pays :
- Europe :
  - Europe du Nord : Grande-Bretagne, Irlande,
  - Europe de l'Ouest : Allemagne, Autriche, Belgique, France, Pays-Bas, Suisse,
  - Europe de l'Est : Biélorussie, Hongrie, Pologne, Roumanie, Russie, Slovaquie, République tchèque, Ukraine,
  - Europe du Sud : Albanie, Croatie, Espagne, Grèce, Italie, Macédoine, Portugal, Serbie, Slovénie ;

- Amérique :

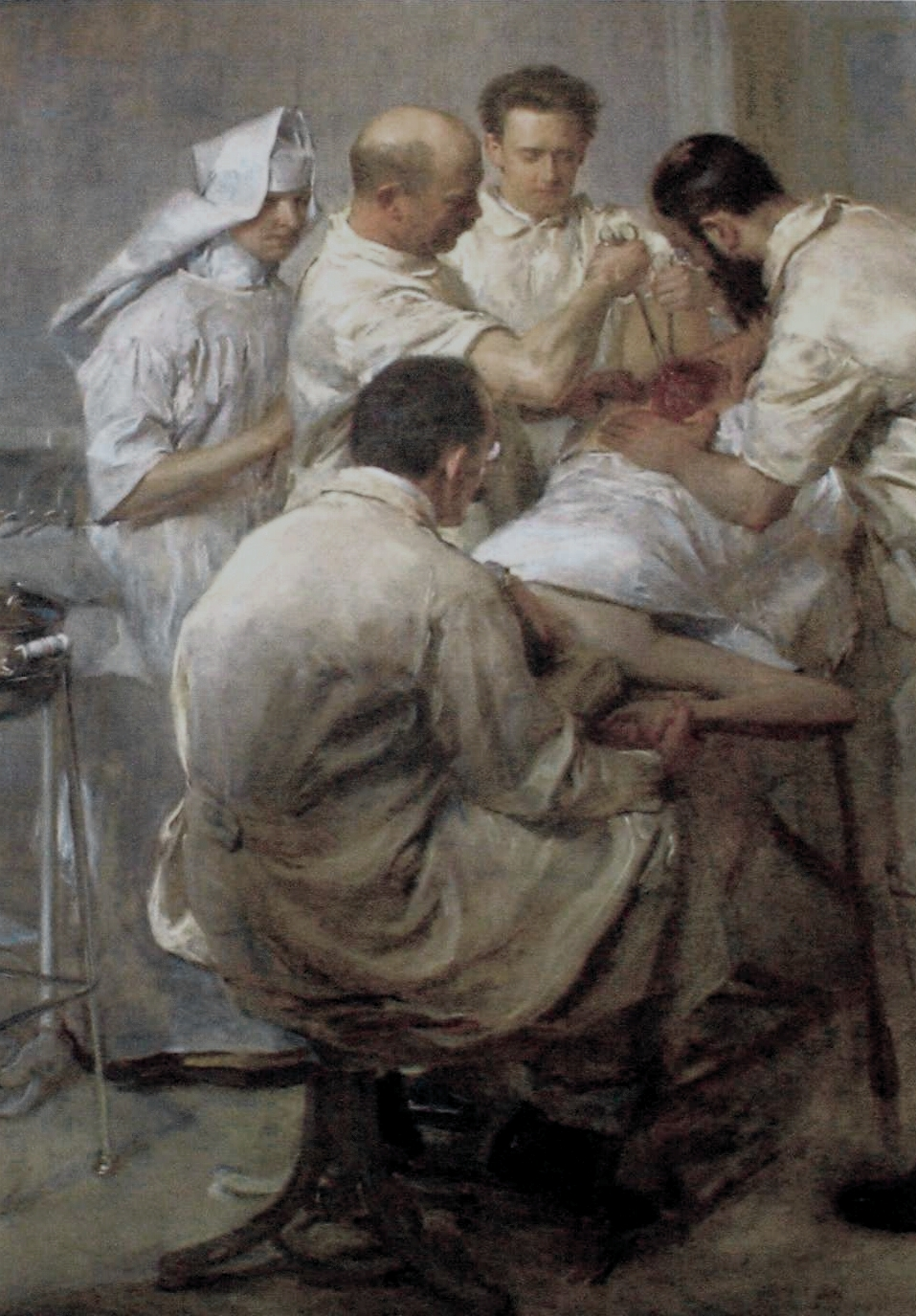
Une Fille de la Charité assistant à une opération dans le service obstétrique du professeur à Vienne (1907).

  - Amérique du Nord : Canada, États-Unis, Mexique,
  - Amérique centrale : Belize, Costa Rica, Guatemala, Honduras, Nicaragua, Panama, Salvador,
  - Amérique du Sud : Argentine, Bolivie, Brésil, Chili, Colombie, Équateur, Paraguay, Pérou, Uruguay, Venezuela,
  - Caraïbes : Cuba, République dominicaine, Haïti, Porto Rico ;
- Afrique :
  - Afrique du Nord : Algérie, Égypte, Maroc, Tunisie,
  - Afrique centrale : Angola, Cameroun, Centrafrique, Congo, Guinée équatoriale, République démocratique du Congo, Tchad,
  - Afrique de l'Ouest : Burkina Faso, Ghana, Mauritanie, Nigeria,
  - Afrique de l'Est : Burundi, Érythrée, Éthiopie, Kenya, Madagascar, Mozambique, Rwanda, Tanzanie ;
- Asie :
  - Asie centrale : Kazakhstan,
  - Asie de l'Ouest : Israël, Liban, Syrie, Turquie,
  - Asie de l'Est : Chine, Corée, Japon,
  - Asie du Sud-Est : Cambodge, Indonésie, Laos, Philippines, Thaïlande, Vietnam,
  - Asie du Sud: Inde, Iran ;
- Océanie : Australie, Fidji.

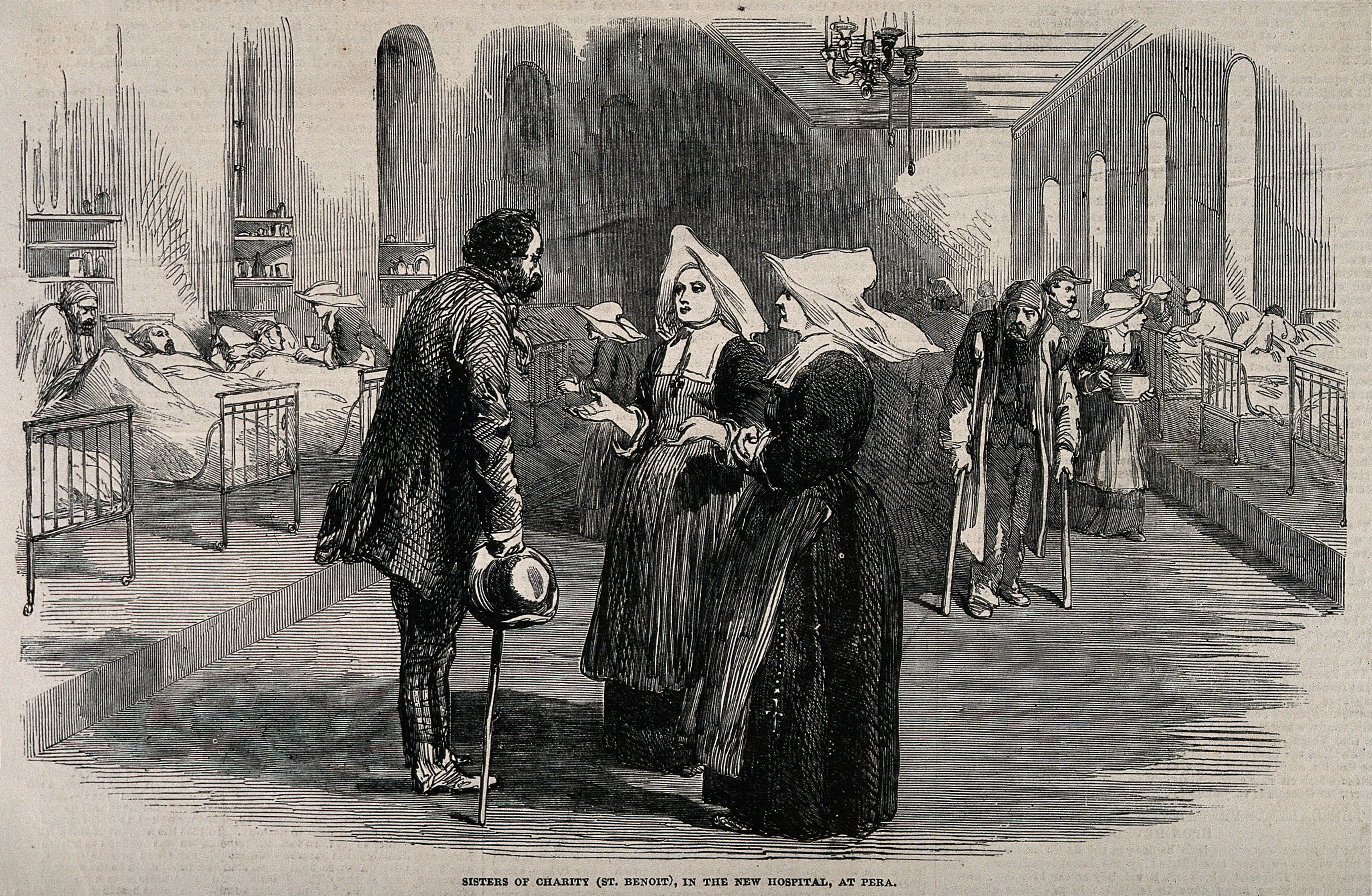
Sœurs de la Charité à l'hôpital du Péra à Constantinople en 1854 durant la guerre de Crimée.
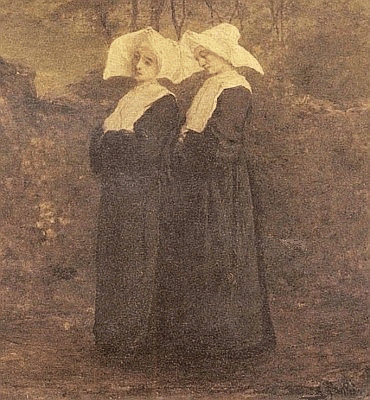
Les Filles de la Charité par Amand Gautier (1825–1894).
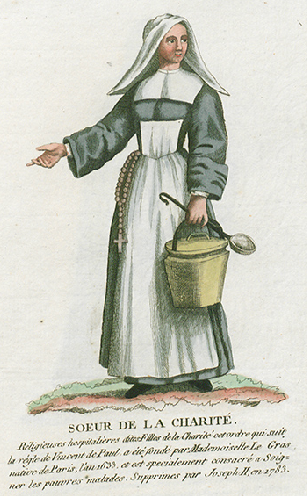
Une sœur de la Charité en 1811.

## Personnalités
De nombreuses filles de la charité sont reconnues saintes, bienheureuses ou vénérables par l'Église catholique :
- Louise de Marillac (1591-1660), fondatrice avec saint Vincent de Paul, canonisée en 1934, proclamée sainte patronne des œuvres sociales en 1960 ;
- Marie-Anne Vaillot (v. 1735 - 1794), béatifiée en 1984 ;
- Marguerite Rutan (1736-1794), béatifiée en 2011 ;
- Odile Baumgarten (1750-1794), béatifiée en 1984 ;
- Thérèse Fantou (1747-1794), béatifiée en 1920 ;
- Elizabeth Ann Seton (1774-1821), fondatrice des filles de la charité aux États-Unis, canonisée en 1975 ;
- Rosalie Rendu (1786-1856), dans le quartier Mouffetard à Paris, béatifiée en 2003 ;
- Catherine Labouré (1806-1876), religieuse rue du Bac, ayant déclaré des apparitions mariales en 1830, à l'origine de la « médaille miraculeuse », canonisée en 1947 ;
- Marta Wiecka (1874-1904), fille de la charité polonaise, béatifiée en 2008 ;
- Joséphine Nicoli (1863-1924), fille de la charité italienne, béatifiée en 2008 ;
- Vingt-sept filles de la charité en Espagne, tuées en 1936 et 1937, sont béatifiées le 13 octobre 2013 au sein du groupe des martyrs de la guerre d'Espagne ;
- Gabriella Borgarino (1880-1949), en Italie, ayant déclaré plusieurs apparitions du Sacré-Cœur de Jésus, reconnue vénérable en 2022 ;
- Lindalva Justo de Oliveira (1953-1993), au Brésil, martyre, béatifiée en 2007 ;
- Marguerite Naseau (1594-1633), la « première fille de la charité ».

Depuis le 19 avril 2022 jusqu'à son décès le 17 janvier 2023 à Toulon (Var), la doyenne de l'humanité était la Française sœur André.